# Эй, на линкоре!
«Эй, на линкоре!» — одна из трёх новелл в составе советского киноальманаха «Мостик» (другие новеллы «Мостик», «Сержант»). Среднеметражный фильм — дебют режиссёра Сергея Снежкина.

## Сюжет
Несмотря на разный возраст, характеры и привычки, случайные соседи по палате ленинградского военного госпиталя становятся хорошими друзьями.

## В ролях
- Ролан Быков — Семён Лукич[3]
- Михаил Матвеев
- Игорь Струнин
- Вахтанг Панчулидзе
- Любовь Тищенко
- Евгений Гвоздев
- Николай Муравьев

## Съёмочная группа
- Автор сценария: Валерий Мнацаканов
- Режиссёр: Сергей Снежкин
- Оператор: Валерий Мартынов
- Художник: Марксэн Гаухман-Свердлов
- Композитор: Сергей Баневич
- Звук: Алиакпер Гасан-заде
- Монтаж: Тамара Липартия

## Награды
- Диплом жюри и приз СК Грузии фильму на 4-й Всесоюзной неделе-смотре молодых кинематографистов (1985).
- Главный приз фильму на XVI кинофестивале «Молодость» в Киеве (1985).
- Специальный приз редакции газеты «Советская культура» фильму на 5-м фестивале молодых кинематографистов в Москве (1986).